# Krzyż Bitwy pod Lenino
Krzyż Bitwy pod Lenino – polskie wojskowe odznaczenie państwowe o charakterze pamiątkowym.

## Historia
Został ustanowiony ustawą z dnia 26 maja 1988 roku, z okazji 45. rocznicy bitwy pod Lenino. W odróżnieniu od innych medali LWP, krzyż nadawano wyłącznie jej uczestnikom, a nie wszystkim żołnierzom formacji biorącej udział w tej bitwie.
Krzyż był nadawany jednorazowo uczestnikom bitwy pod Lenino przez Radę Państwa do 1989 roku, a w latach 1990–1999 przez Prezydenta RP. Krzyż był nadawany obywatelom polskim, mógł być także nadawany cudzoziemcom. Mógł być nadawany pośmiertnie. Nadawano go z okazji Dnia Zwycięstwa (9 maja) oraz Dnia Wojska Polskiego (12 października).
Z dniem 8 maja 1999 roku nadawanie Krzyża uznano za zakończone.
Krzyż ten nosiło się na lewej stronie piersi, w kolejności bezpośrednio po Krzyżu Partyzanckim (od 1992 roku po obecnych odznaczeniach państwowych).
Projektantem odznaki był rzeźbiarz, medalier Edward Gorol.

## Opis odznaki
Odznaką Krzyża bitwy pod Lenino jest krzyż równoramienny prosty, o wymiarach 42 × 42 mm, srebrzony, oksydowany. Na awersie w części środkowej umieszczony jest tzw. orzeł piastowski (bez korony), na rewersie napis: „LENINO, 12 X 1943”.
Krzyż nosi się na wstążce szerokości 37 mm w kolorze żółtym, oblamowanej z dwóch stron wąskimi paskami w kolorze granatowym oraz z pionowym biało-czerwonym paskiem pośrodku szerokości 10 mm.

## Odznaczeni
W latach 1988–1989 odznaczono 3232 osoby, a w latach 1989–1999 dodatkowo 1558 osób. Łącznie – 4790 krzyży.